# Ligne Obskaya–Bovanenkovo

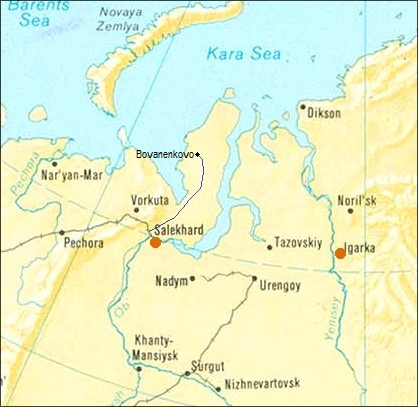
Localisation et tracé.

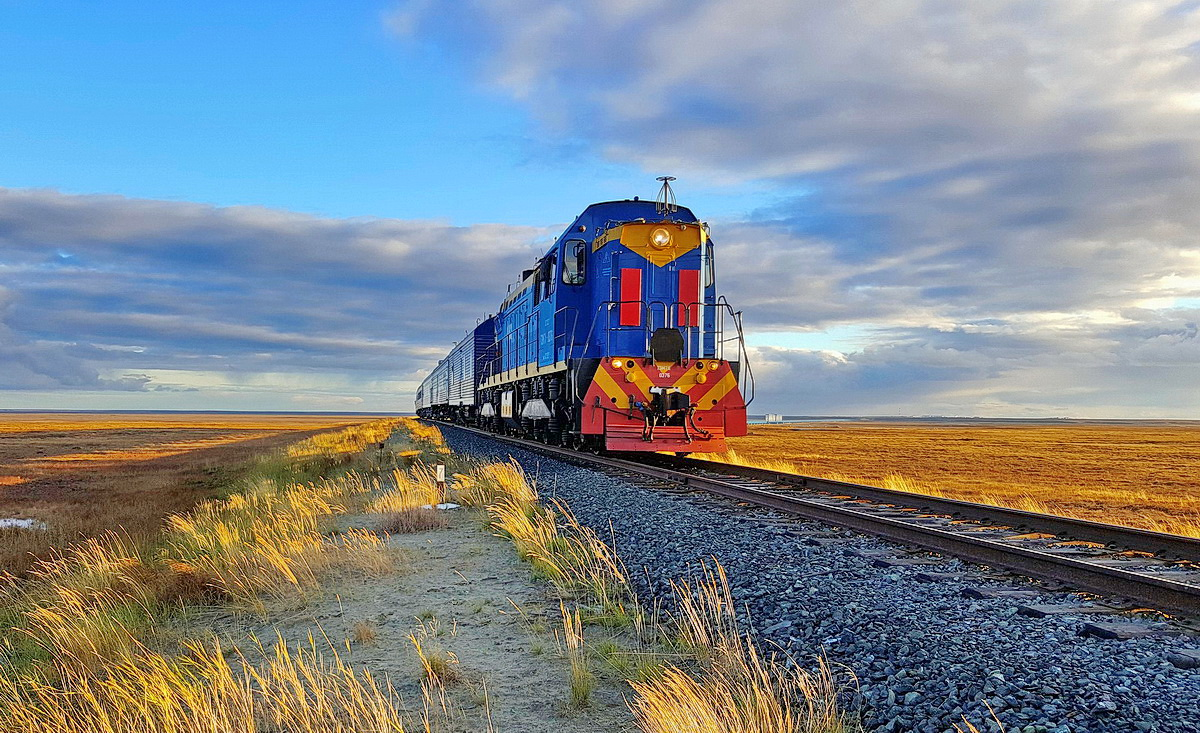
Un train circulant sur la ligne en 2018.

La Ligne Obskaya–Bovanenkovo est une voie ferrée de 572 km dans la Péninsule de Yamal construite et opérée par son propriétaire, Gazprom.

## Historique
La voie ferrée franchit le Youribeï sur un pont de 3,9 km. Le terminus de Bovanenkovo est distant de 2 906 km, mais il existe des projets d'extension et d'embranchements.
La ligne est maintenant la plus au nord du monde, au-delà de la courte voie ferrée désaffectée de Kirkenes. Il existe néanmoins au Canada des discussions sur la création de voie ferrée dans l'Île de Baffin pour desservir la Mine de Mary River (en).